# 아이오닉 6 N
아이오닉 6 N은 현대 N의 두 번째 고성능 전동화 모델이다. 

## 상세
2025년 4월 3일 2025 서울모빌리티쇼에서 더 뉴 아이오닉 6 N Line이 세계 최초로 공개됐다. 더 뉴 아이오닉 6 N Line은 2022년에 공개된 롤링랩인 RN22e의 디자인 요소를 계승한 고성능 차량이다. 전면부는 날개 형상을 모티프로 한 가니시가 적용된 범퍼 디자인으로 차별화됐으며, 사이드 실은 차체 하단을 감싸는 형태로 구성됐다.
2025년 6월 12일 아이오닉 6 N의 티저 이미지가 공개됐다. 아이오닉 6 N은 현대 N의 3대 성능 철학인 코너링 악동, 레이스트랙 주행 능력, 일상의 스포츠카를 기반으로 개발됐으며, 공기역학과 주행성능이 강조된 대형 윙 스포일러와 넓어진 펜더 및 차체의 모습을 볼 수 있다.

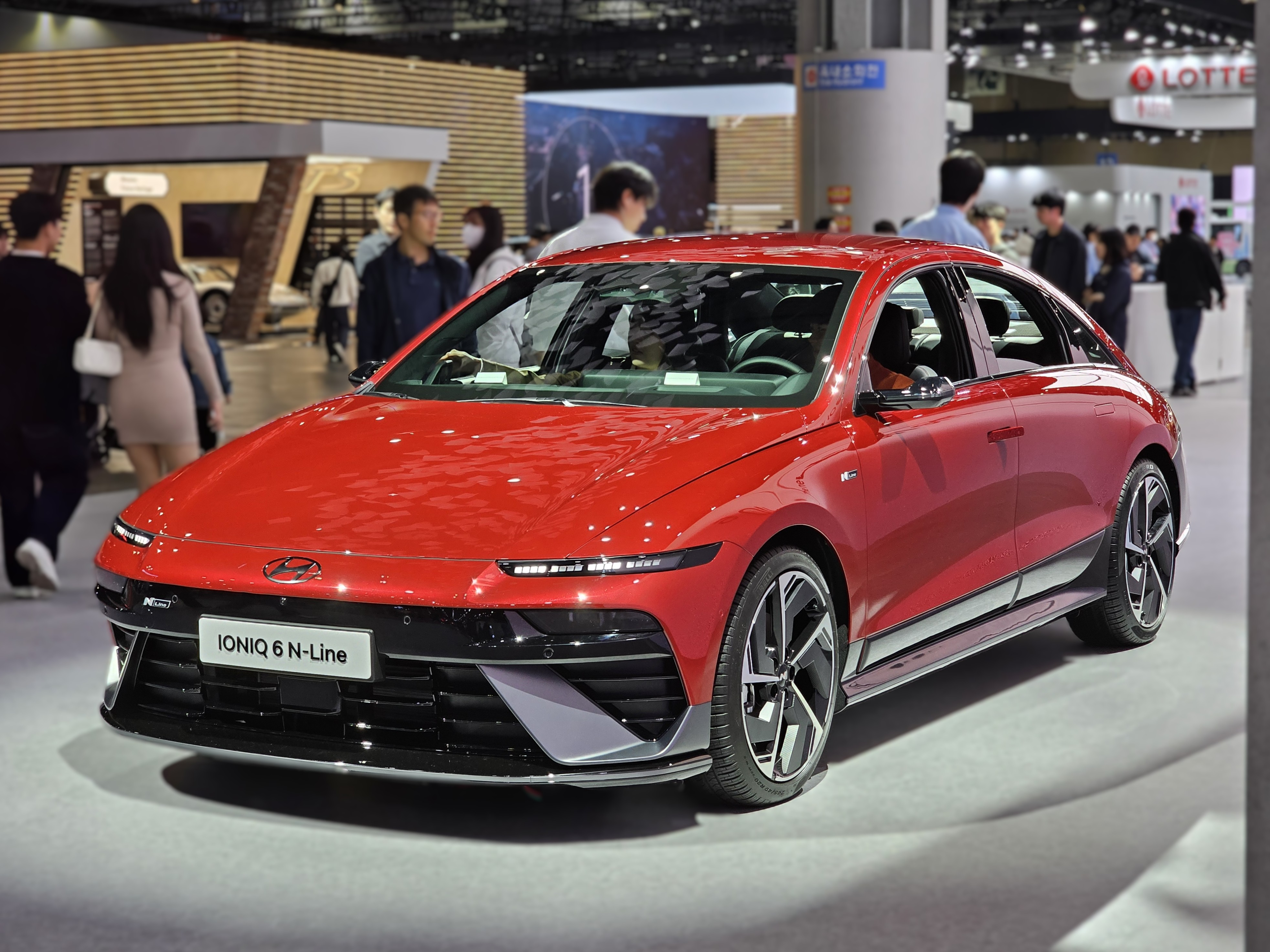
더 뉴 아이오닉 6 N Line
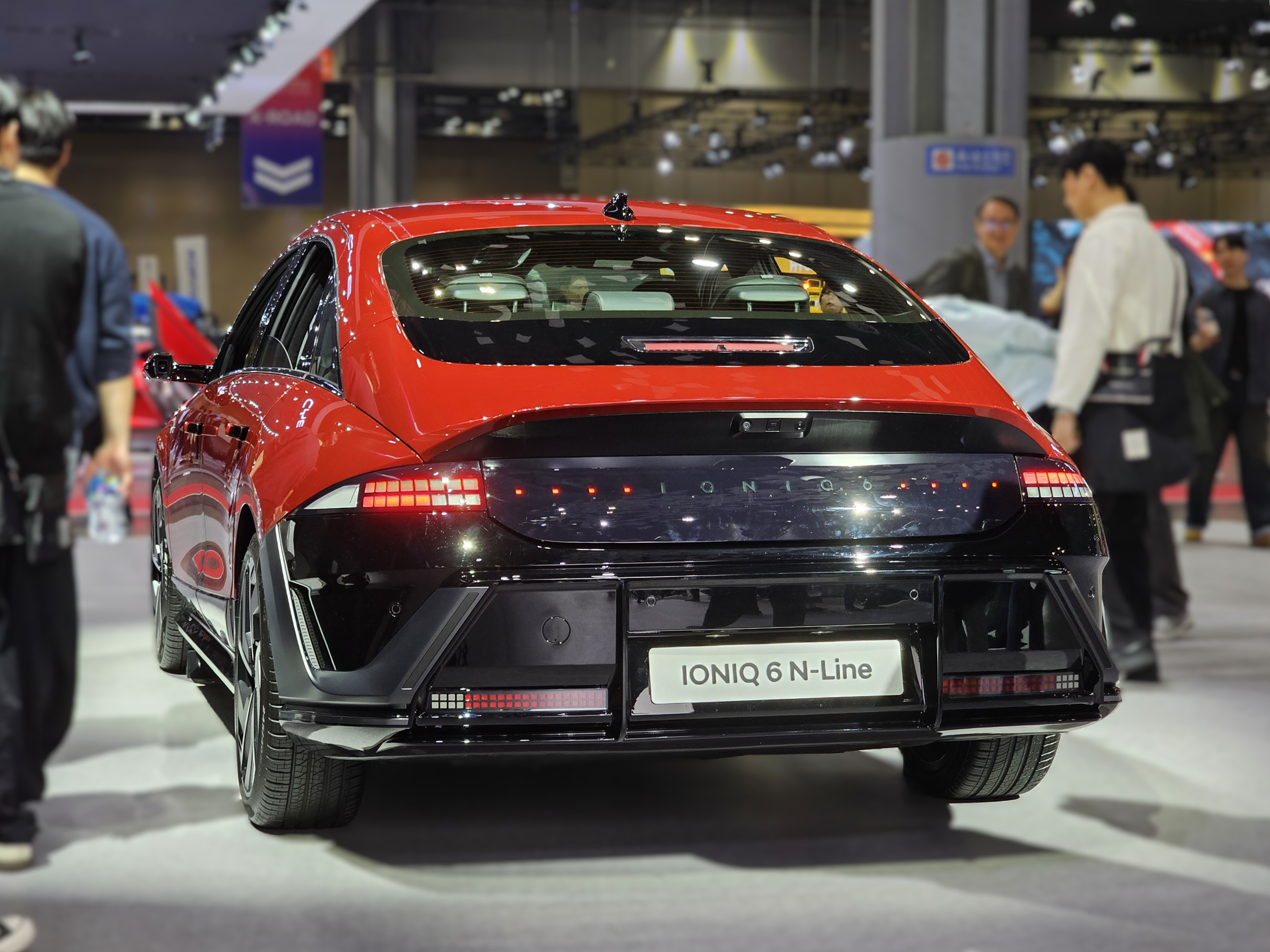
후측면
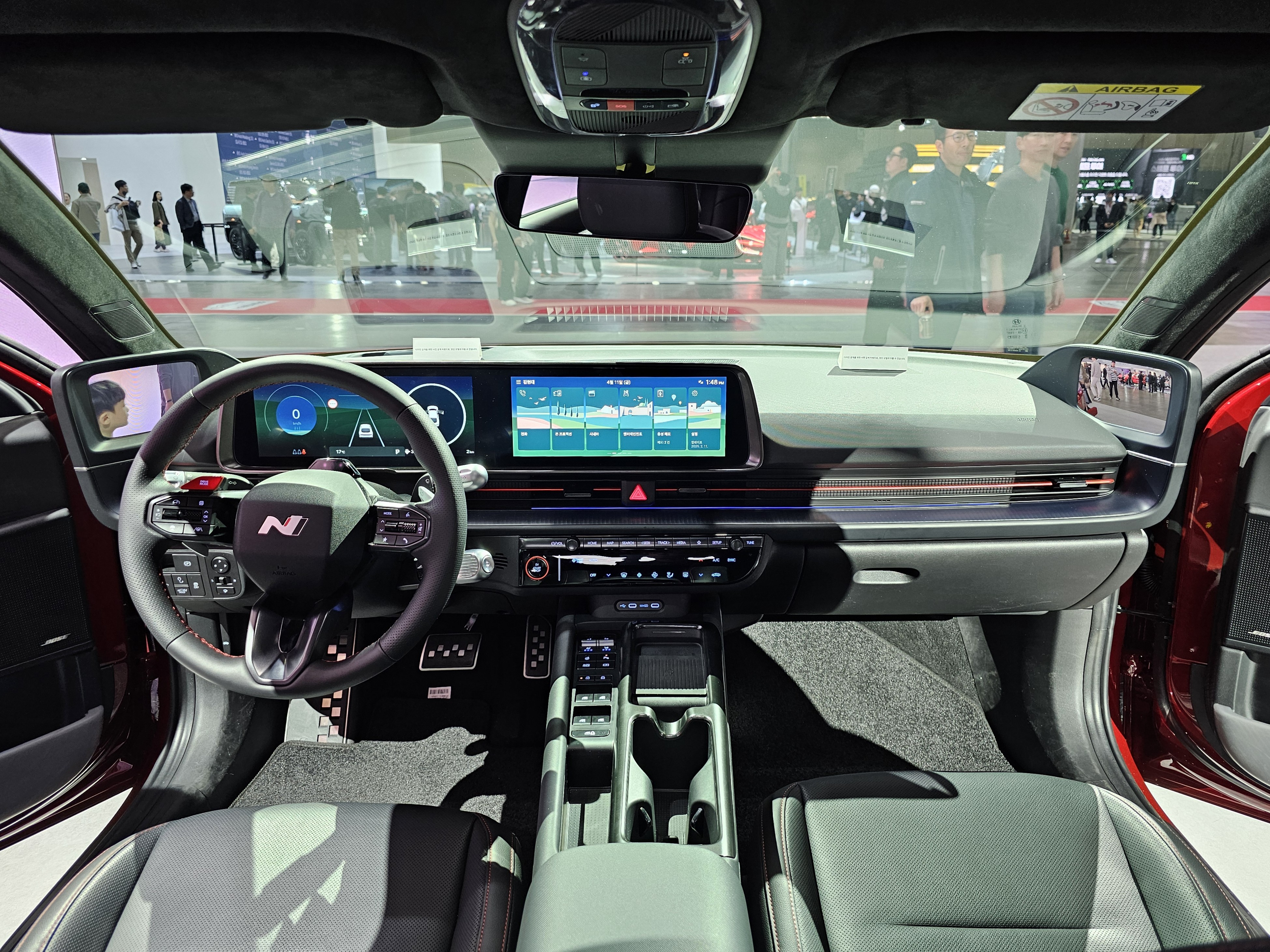
실내

2025년 7월 10일에 2025 굿우드 페스티벌에서 아이오닉 6 N이 세계 최초로 공개됐다. 전후륜 모터 합산 기준 최고 출력은 448kW(609마력), 최대 토크는 740Nm이며, N 그린 부스트 기능을 사용할 경우 최고 출력은 478kW(650마력), 최대 토크는 770Nm로 상승한다. N 런치컨트롤 기준 제로백은 3.2초다.
주행 목적별 배터리 온도와 출력을 최적 제어하는 N 배터리 기능이 탑재됐는데, 최대 가속 성능을 위한 드래그, 빠른 트랙 주행을 위한 스프린트, 트랙 주행 지속성 향상을 위한 인듀어런스로 구성됐다. 또한 N 토크 디스트리뷰션, 회생제동 기능이 탑재됐으며, 차세대 서스펜션 지오메트리 구조로 설계된 서스펜션이 탑재됐다. 그 외에도 대구경 20인치 단조 휠과 275/35R20 사이즈의 전용 광폭 타이어가 적용됐으며, 아이오닉 6 N 전용 신규 외장 색상인 퍼포먼스 블루 펄이 적용됐다.
실내에는 N e-쉬프트, N 앰비언트 쉬프트 라이트, N 액티브 사운드 플러스, N 드리프트 옵티마이저, N 그린 부스트, N 토크 디스트리뷰션, N 페달, N 회생제동, N 트랙 매니저, TPMS 커스텀 모드, N 레이스 캠, 액션캠 마운팅 등이 적용됐다.

## 같이 보기
현대자동차
현대 N
현대자동차그룹
아이오닉 6
전기차